# Arcisses (Eure-et-Loir)
Pour les articles homonymes, voir Arcisses.
Arcisses est une commune nouvelle française située dans le département d'Eure-et-Loir, en région Centre-Val de Loire. Elle résulte de la fusion au 1er janvier 2019 des communes de Brunelles, Coudreceau et Margon.

## Géographie

### Climat
Pour des articles plus généraux, voir Climat du Centre-Val de Loire et Climat d'Eure-et-Loir.
En 2010, le climat de la commune est de type climat océanique dégradé des plaines du Centre et du Nord, selon une étude du CNRS s'appuyant sur une série de données couvrant la période 1971-2000. En 2020, Météo-France publie une typologie des climats de la France métropolitaine dans laquelle la commune est exposée à un climat océanique altéré et est dans la région climatique Normandie (Cotentin, Orne), caractérisée par une pluviométrie relativement élevée (850 mm/a) et un été frais (15,5 °C) et venté.
Pour la période 1971-2000, la température annuelle moyenne est de 11 °C, avec une amplitude thermique annuelle de 13,9 °C. Le cumul annuel moyen de précipitations est de 735 mm, avec 12 jours de précipitations en janvier et 7,7 jours en juillet. Pour la période 1991-2020, la température moyenne annuelle observée sur la station météorologique de Météo-France la plus proche, sur la commune de Vichères à 10 km à vol d'oiseau, est de 11,3 °C et le cumul annuel moyen de précipitations est de 731,9 mm,. Pour l'avenir, les paramètres climatiques de la commune estimés pour 2050 selon différents scénarios d'émission de gaz à effet de serre sont consultables sur un site dédié publié par Météo-France en novembre 2022.

## Urbanisme

### Typologie
Au 1er janvier 2024, Arcisses est catégorisée commune rurale à habitat dispersé, selon la nouvelle grille communale de densité à 7 niveaux définie par l'Insee en 2022.
Elle est située hors unité urbaine. Par ailleurs la commune fait partie de l'aire d'attraction de Nogent-le-Rotrou, dont elle est une commune de la couronne,. Cette aire, qui regroupe 25 communes, est catégorisée dans les aires de moins de 50 000 habitants,.

### Risques majeurs
Le territoire de la commune d'Arcisses est vulnérable à différents aléas naturels : météorologiques (tempête, orage, neige, grand froid, canicule ou sécheresse), inondations, mouvements de terrains et séisme (sismicité très faible). Il est également exposé à un risque technologique,  le transport de matières dangereuses. Un site publié par le BRGM permet d'évaluer simplement et rapidement les risques d'un bien localisé soit par son adresse soit par le numéro de sa parcelle.

#### Risques naturels
Certaines parties du territoire communal sont susceptibles d’être affectées par le risque d’inondation par débordement de cours d'eau, notamment la Cloche et l'Huisne. La commune a été reconnue en état de catastrophe naturelle au titre des dommages causés par les inondations et coulées de boue survenues en 1992, 1995, 1999 et 2001,.

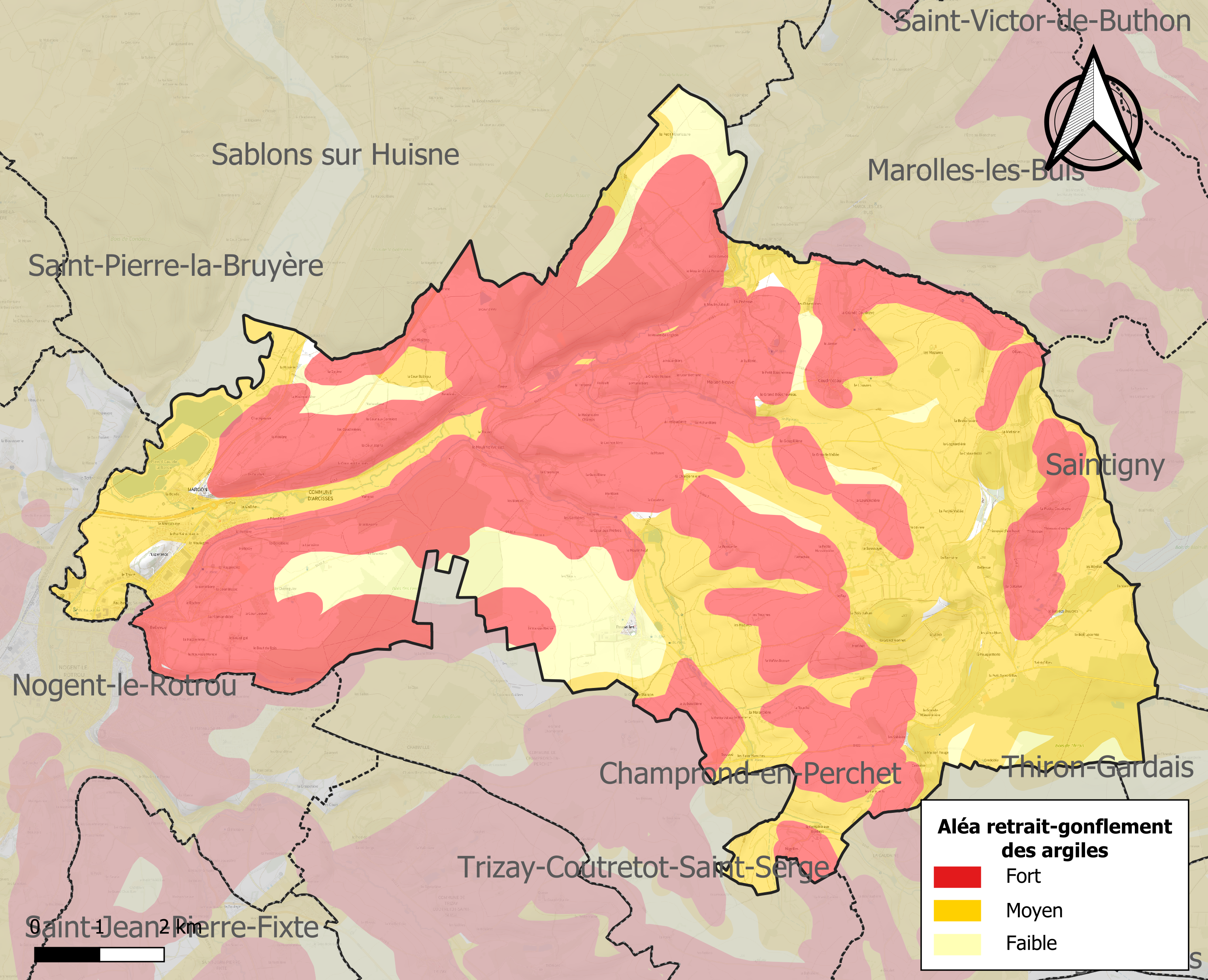
Carte des zones d'aléa retrait-gonflement des sols argileux d'Arcisses.

La commune est vulnérable au risque de mouvements de terrains constitué principalement du retrait-gonflement des sols argileux. Cet aléa est susceptible d'engendrer des dommages importants aux bâtiments en cas d’alternance de périodes de sécheresse et de pluie. 90 % de la superficie communale est en aléa moyen ou fort (52,8 % au niveau départemental et 48,5 % au niveau national). Sur les 1 078 bâtiments dénombrés sur la commune en 2019, 913 sont en aléa moyen ou fort, soit 85 %, à comparer aux 70 % au niveau départemental et 54 % au niveau national. Une cartographie de l'exposition du territoire national au retrait gonflement des sols argileux est disponible sur le site du BRGM,.
Concernant les mouvements de terrains, la commune a été reconnue en état de catastrophe naturelle au titre des dommages causés par la sécheresse en 1996, 2003 et 2020 et par des mouvements de terrain en 1999 et 2016.

#### Risques technologiques
Le risque de transport de matières dangereuses sur la commune est lié à sa traversée par des infrastructures routières ou ferroviaires importantes ou la présence d'une canalisation de transport d'hydrocarbures. Un accident se produisant sur de telles infrastructures est en effet susceptible d’avoir des effets graves au bâti ou aux personnes jusqu’à 350 m, selon la nature du matériau transporté. Des dispositions d’urbanisme peuvent être préconisées en conséquence.

## Toponymie
La nouvelle commune prend le nom du cours d'eau l'Arcisses et de l'ancienne abbaye Notre-Dame du val d'Arcisses (ou abbaye d'Arcisses), détruite à la Révolution, dont les vestiges sont encore visibles au lieu-dit Le Moulin d'Arcisses, située sur l'ancienne commune de Brunelles.

## Histoire
Elle est issue de la fusion — au 1er janvier 2019 — des communes de Brunelles et Margon, membres de la communauté de communes du Perche et de Coudreceau, membre de la communauté de communes Terres de Perche. La commune nouvelle choisit d'adhérer à la communauté de communes du Perche.

## Politique et administration

### Communes déléguées
| Nom            | Code Insee | Intercommunalité    | Superficie (km2) | Population (dernière pop. légale) | Densité (hab./km2) |
| -------------- | ---------- | ------------------- | ---------------- | --------------------------------- | ------------------ |
| Margon (siège) | 28236      | CC du Perche        | 12,13            | 1 171 (2016)                      | 97                 |
| Brunelles      | 28063      | CC du Perche        | 19,99            | 555 (2016)                        | 28                 |
| Coudreceau     | 28112      | CC Terres de Perche | 13,31            | 483 (2016)                        | 36                 |

### Liste des maires
| Période        | Période  | Identité           | Étiquette | Qualité                    |
| -------------- | -------- | ------------------ | --------- | -------------------------- |
| 5 janvier 2019 | Mai 2020 | Philippe Ruhlmann  | DVG       | Retraité de l'enseignement |
| juillet 2020   | En cours | Stéphane Courpotin |           |                            |

## Population et société

### Démographie
L'évolution du nombre d'habitants est connue à travers les recensements de la population effectués dans la commune depuis sa création.

En 2022, la commune comptait 2 209 habitants, en stagnation par rapport à 2016 (Eure-et-Loir : −0,23 %, France hors Mayotte : +2,11 %).
| 2016  | 2017  | 2022  |
| ----- | ----- | ----- |
| 2 209 | 2 204 | 2 209 |